# Lolasor
Lolasor (tadschikisch Лолазор; auch West-Qalacha, Qairaghotsch genannt) ist eine kleine Exklave Tadschikistans, die vom Staatsgebiet Kirgisistans eingeschlossen ist und eine Fläche von circa einem Quadratkilometer hat. Die Exklave hat 150 Einwohner, die tadschikischer Abstammung sind.

## Lage
Lolasor liegt nördlich des Alaigebirges auf einer Höhe von 727 Metern. In nordöstlicher Richtung fällt die Landschaft in Richtung des Ferghanatals ab. Administrativ gehört Loasor zur tadschikischen Provinz Sughd, die den nördlichen Teil des tadschikischen Staatsgebietes umfasst und sich in westlicher und nördlicher Richtung von Lolasor erstreckt, jeweils nur von einem schmalen Streifen kirgisischen Gebiets von der Exklave getrennt. Die Entfernung von der Exklave zum Staatsgebiet Tadschikistans beträgt circa 2,4 Kilometer über kirgisisches Gebiet. Die nächste tadschikische Stadt ist Qalacha im Nordosten Lolasor, daher wird die Exklave auch West-Qalacha genannt.
Im Westen der Exklave befindet sich ein  gleichnamiges kirgisisches Dorf, das auf Grund seiner langen Geschichte und einiger historisch interessanter Bauwerke eine gewisse Bekanntheit erlangt hat. Unmittelbar nördlich von Lolasor auf kirgisischem Territorium befindet sich der Bahnhof Stantsiya Kayragach.

## Konflikte

### Grenzziehung
Im tadschikisch-kirgisischen Grenzgebiet kommt es immer wieder zu Konflikten, die häufig auf die unklare Grenzziehung zwischen den Nachbarländern zurückzuführen sind. Die Zugehörigkeit verschiedener Gebiete sorgte auch auf diplomatischer Ebene regelmäßig für Komplikationen und belastet das Verhältnis der beiden Staaten immer wieder. Nachdem mehrere Gutachten zu verschiedenen Einschätzungen hinsichtlich der genauen Grenzverläufe in der Region gekommen waren, nannte der kirgisische Botschafter bei den Vereinigten Staaten zwei tadschikische Exklaven auf kirgisischem Staatsgebiet, Woruch und Qairaghotsch, bezeichnete die Frage nach der korrekten Grenzziehung in der Region aber gleichzeitig als eine „wirklich nicht einfache Frage“.
Die Grenzziehung in der Region ist ein Problem, das aus der Zeit der Sowjetunion stammt, als die Grenzen zwischen der damaligen Tadschikischen Sozialistischen Sowjetrepublik und der Kirgisischen Sozialistischen Sowjetrepublik gezogen wurden. Bereits während der Sowjet-Ära versuchten verschiedene Gremien eine Lösung für die Streitigkeiten zu finden, ein abschließendes Ergebnis wurde aber nicht erzielt. Die Frage nach der exakten Grenzziehung gewann aber erst mit der Unabhängigkeit der zentralasiatischen Staaten an Brisanz.

### Infrastruktur
Die Infrastruktur in Lolasor ist kaum ausgebaut, Straßenverbindungen zwischen kirgisischem und tadschikischem Territorium sind kaum vorhanden oder nur schwer passierbar. Ein weiteres Problem in Lolasor ist die Wasserversorgung, die auf Grund mangelnder Infrastruktur nicht zufriedenstellend gesichert ist.